# V1201 Orionis
V1201 Orionis (GJ 1087 / LHS 212 / WD 0553+053) es una enana blanca de magnitud aparente +14,10 encuadrada en la constelación de Orión.
Se halla a 26,1 años luz del sistema solar
y cerca de ella se encuentran la también enana blanca GJ 223.2 y la enana roja GJ 3322, respectivamente a 6,3 y 6,8 años luz.
V1201 Orionis tiene tipo espectral DAP8.7, siendo el hidrógeno predominante en su atmósfera; la «P» indica la existencia de un campo magnético polarizado.
La temperatura efectiva de este remanente estelar es de 5790 ± 110 K.
Como las enanas blancas no generan energía por fusión nuclear, sino que radian al exterior el exceso de calor a un ritmo constante, con el tiempo su temperatura superficial va descendiendo;
V1201 Orionis tiene una edad estimada —como remanente estelar— de 3970 millones de años.
Igualmente la luminosidad de estos objetos decae con el tiempo, siendo la luminosidad de V1201 Orionis sólo el 0,013% de la luminosidad solar.
La estrella de Van Maanen —la enana blanca solitaria más próxima al Sol— es ligeramente más luminosa que ella.
V1201 Orionis posee una masa de 0,710 ± 0,03 masas solares, aproximadamente un 15% inferior a la de la citada Estrella de Van Maanen y claramente por debajo de la masiva Sirio B.
Está catalogada como variable en el General Catalogue of Variable Stars (GCVS), siendo la variación de brillo registrada de 0,12 magnitudes.